# Ferulago isaurica
Ferulago isaurica är en flockblommig växtart som beskrevs av Pes$emen. Ferulago isaurica ingår i släktet Ferulago och familjen flockblommiga växter. Inga underarter finns listade i Catalogue of Life.